# Famille Motier de La Fayette
Pour les articles homonymes, voir Lafayette.
La famille Motier de La Fayette est une famille noble française originaire d'Auvergne, éteinte en 1891, dont les membres les plus illustres sont Gilbert de La Fayette (1757-1834), acteur important de la guerre d'indépendance américaine et des révolutions françaises de 1789 et de 1830 et Madame de La Fayette (1634-1693), célèbre romancière et épistolière.
Le nom de La Fayette est parfois orthographié Lafayette en un seul mot, l'orthographe de l'époque classique étant moins fixée que l'actuelle. Le nom Motier est parfois précédé d'une particule, de ou du.
Cette famille possédait notamment le château de la Fayette à Aix-la-Fayette, en Auvergne.

## Origine
La famille du Motier de la Fayette est une ancienne famille de la noblesse d'Auvergne dont la filiation remonte au début du XIIIe siècle avec Pons Motier, seigneur de la Fayette,,. 
Le nom de La Fayette vient de la terre du même nom, située dans l'actuelle commune d'Aix-la-Fayette, près de Saint-Germain-l'Herm (Puy-de-Dôme).
La famille du Motier de La Fayette se divise en deux branches principales :
- La branche aînée, éteinte en 1694 en ligne masculine[3], dont
  - Gilbert Motier de La Fayette, maréchal de France (1421).
- La branche cadette, éteinte en 1891 en ligne masculine[3], dont
  - Gilbert du Motier marquis de La Fayette (1757-1834), héros de la guerre d'indépendance des États-Unis.

## Principales personnalités
- Gilbert Motier de La Fayette (v. 1380-1464), seigneur de la Fayette, maréchal de France (1421).
- Antoine Motier de La Fayette (1474-1531), seigneur de Pontgibault, maître de l'artillerie au-delà des Monts, sénéchal du Boulonnais et de Ponthieu.
- Aimée de La Fayette († 1556 au château de Pau), dite "baillive de Caen", épouse de François de Silly († 21 novembre 1524 à Pavie), seigneur de Lonrai, bailli de Caen, frère de Jacques de Silly. Dame d'honneur de Marguerite d'Angoulême, duchesse d'Alençon, qu'elle accompagna lors de son voyage en Espagne à la fin 1525 pour aller au chevet de son frère le roi François Ier retenu prisonnier à Madrid par Charles Quint ; elle reçut en récompense la baronnie de L'Aigle en 1526. Marguerite d'Angoulême, remariée au roi de Navarre, la fit gouvernante de sa fille Jeanne d'Albret, qu'elle éleva dans son château de Lonrai dans les années 1530.
- Jean Motier de La Fayette, seigneur de Hautefeuille, chef catholique, tué à la bataille de Cognat (6 janvier 1568).
- François Leclerc du Tremblay (1577, 1638), fils de Marie du Motier de Lafayette, plus connu sous le nom de père Joseph et d' « éminence grise du cardinal de Richelieu ».
- François Motier de La Fayette (1590-1676), évêque de Limoges (1628).
- Louise de La Fayette (1618-1665), favorite de Louis XIII, devenue visitandine sous le nom de sœur Louise-Angélique.
- Marie-Madeleine Pioche de la Vergne, comtesse de La Fayette (1634-1693), romancière, auteure de La Princesse de Clèves, belle-sœur de la précédente.
- Gilbert du Motier, marquis de La Fayette (1757-1834), acteur important de la guerre d'indépendance américaine, de la Révolution française de 1789 et de la révolution de 1830.  Dit « le Héros des deux Mondes ».
- Georges Washington de La Fayette (1779-1849), fils de Gilbert du Motier, marquis de La Fayette.
- Oscar du Motier de La Fayette (1815-1881), fils du précédent, militaire et homme politique.
- Edmond du Motier de La Fayette (1818-1890), frère du précédent, avocat et homme politique.

## Blason
| Figure | Blasonnement |
|        | Armes des Motier de La Fayette : De gueules à la bande d'or et une bordure de vair. Devise : Cur Non (Pourquoi pas ?) |